# Soni Razdan
Soni Mahesh Bhatt, nota come Soni Razdan (Birmingham, 25 ottobre 1956), è un'attrice e regista britannica.

## Vita privata
Nata in Inghilterra da madre britannico-tedesca e padre indiano, è cresciuta in India.
Nell'aprile 1986 è sposata con il regista, produttore e sceneggiatore indiano Mahesh Bhatt. È madre di Shaheen Bhatt e Alia Bhatt, attrice nata nel 1993.

## Filmografia parziale

### Attrice
Cinema
- 36 Chowringhee Lane, regia di Aparna Sen (1981)
- Ahista Ahista, regia di Esmayeel Shroff (1981)
- Mandi, regia di Shyam Benegal (1983)
- Saaransh, regia di Mahesh Bhatt (1984)
- Trikal, regia di Shyam Benegal (1985)
- Sadak, regia di Mahesh Bhatt (1991)
- Sir, regia di Mahesh Bhatt (1993)
- Gumrah, regia di Mahesh Bhatt (1993)
- Gunaah, regia di Mahesh Bhatt (1993)
- Monsoon Wedding - Matrimonio indiano (Monsoon Wedding), regia di Mira Nair (2001)
- Dobara, regia di Shashi Ranjan (2004)
- Page 3, regia di Madhur Bhandarkar e Jay Dev Banerjee (2005)
- Jaan-E-Mann, regia di Shirish Kunder (2006)
- Patiala House, regia di Nikkhil Advani (2011)
- Shootout at Wadala, regia di Sanjay Gupta (2013)
- Raazi, regia di Meghna Gulzar (2018)
- Yours Truly, regia di Sanjoy Nag (2018)
- War, regia di Siddharth Anand (2019)
- Sardar Ka Grandson, regia di Kaashvie Nair (2021)
- Pippa, regia di Raja Krishna Menon (2023)

Televisione
- Buniyaad - serie TV, 100 episodi (1987)
- Daddy - film TV (1989)
- Junoon - serie TV, 500 episodi (1994-1998)
- Out of Love - serie TV, 5 episodi (2019)

### Regista
- Nazar (2005)